# Naja anchietae
Naja anchietae é um tipo de naja que é conhecido pelo seu capelo. Essa espécie de cobra possui um veneno potencialmente perigoso. Pode ser encontrada em Angola, Namíbia, Botsuana, Zimbábue e Zâmbia.